# Eleanor Cobham

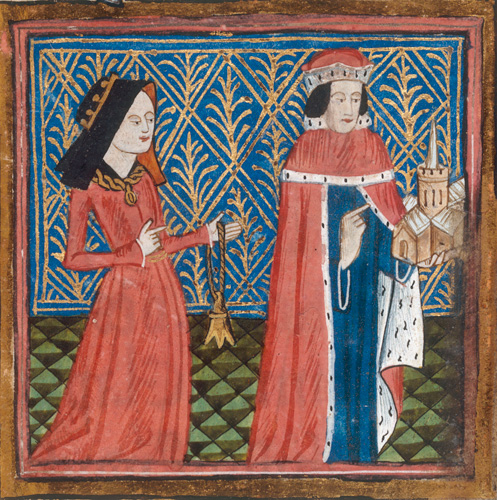
Eleanor, Duchess of Gloucester und Humphrey, Duke of Gloucester

Eleanor, Duchess of Gloucester LG (geborene Cobham, * um 1400 auf Starborough Castle, Surrey; † 7. Juli 1452 auf Beaumaris Castle, Wales) war eine englische Adlige. Sie war die zweite Ehefrau von Humphrey, Duke of Gloucester, der der jüngste Bruder des Königs Heinrich V. war.

## Leben
Eleanor Cobham war das vierte Kind des Sir Reynold Cobham (1381–1446), Gutsherr von Starborough in Lingfield, Surrey, aus dessen erster Ehe mit Eleanor Culpeper († 1422). Sein Vater war ein Sohn des Reginald de Cobham, 2. Baron Cobham.
Eleanor wurde um 1422 Hofdame der ersten Gattin des englischen Prinzen Humphrey, Duke of Gloucester, Jakobäa, Herzogin von Straubing-Holland. Um 1425 wurde sie die Geliebte Humphreys und wurde vermutlich die Mutter von einem oder beiden illegitimen Kindern Humphreys, nämlich Arthur of Gloucester († 1447) und Antigone of Gloucester († nach 1450), die Henry Grey, Graf von Tancarville heiratete. Nachdem die Ehe zwischen Humphrey und Jakobäa 1428 annulliert worden war, heiratete sie den Duke of Gloucester, wodurch sie den Höflichkeitstitel Duchess of Gloucester erhielt. Humphrey war nach dem Tod seines Bruders Heinrich V. von 1422 bis 1429 als Lordprotektor Regent für seinen jungen Neffen Heinrich VI. Mit dem Tod seines Bruders John, Duke of Bedford, 1435, wurde Humphrey Heir presumptive des bislang kinderlosen Königs und erreichte den Höhepunkt seines Einflusses bei Hofe. Im April 1436 nahm Heinrich VI. Eleanor als Lady of the Garter in den Hosenbandorden auf.
Auch Eleanor erlangte einen gewissen Einfluss auf den jungen König und war besessen von der Möglichkeit, dass ihr Mann die Nachfolge des unverheirateten und trägen Heinrich VI. antreten würde. In diesem Zusammenhang begann sie, spätestens im April 1440, Astrologen zu konsultieren, um das Horoskop des Königs zu erstellen und ihr persönliches Schicksal vorherzusagen. Dies war an sich weder verdächtig noch ungewöhnlich. Die mathematische Astrologie war gesellschaftlich und akademisch respektabel geworden und andere große Adlige hatten Astrologen angestellt. Diejenigen, die Eleanor konsultierte, waren Thomas Southwell, ihr Arzt, Kanoniker von St. Stephen’s, Westminster, und Roger Bolingbroke, Rektor von St. Andrew’s Hall, Oxford, beides Männer von hohem Ansehen. Unklugerweise, wenn auch ehrlich, sagten sie bei der Lektüre des Horoskops Heinrichs VI. voraus, dass eine schwere Krankheit sein Leben im Juli oder August 1441 gefährden würde. Gerüchte darüber verbreiteten sich in London und erreichten den Hof. Daraufhin gaben die Behörden ein alternatives Horoskop in Auftrag, um den König zu beruhigen, und unternahmen am 28. und 29. Juni 1441 Schritte, um Southwell, Bolingbroke und Eleanors Kaplan, John Home, Kanoniker von Hereford, zu untersuchen. Zwischen dem 10. und 12. Juli wurden sie verhaftet und wegen Nekromantie und ketzerischen Praktiken angeklagt. Eleanor floh in ein Kirchenasyl in Westminster. Am 23. Juli wurde Bolingbroke vor dem Rat verhört und Eleanor als Anstifterin benannt. Am 24. und 25. Juli wurde sie von einer Gruppe von Bischöfen zu achtzehn Anklagen wegen hochverräterischer Nekromantie verhört, von denen sie fünf zugab. Sie wurde bis zum Prozess in Leeds Castle eingewiesen. Nach weiteren Ermittlungen wurden Southwell und Bolingbroke wegen Zauberei, Verbrechen und Hochverrat angeklagt, mit Eleanor als Beihelfer. Doch auf ihr Drängen hin wurde sie am 21. Oktober erneut vor einem kirchlichen Gericht verurteilt – sie bestritt die meisten Vorwürfe, gab jedoch zu, Zaubertränke von Margery Jourdemain, der „Hexe von Eye“, beschafft zu haben, um ein Kind von Humphrey zu empfangen und zur Welt zu bringen. Am 27. Juli schwörte sie ihren Fehlern ab und am 9. November wurde ihr die Buße auferlegt, an aufeinanderfolgenden Markttagen im November mit einer Kerze barfuß zu drei Londoner Kirchen zu gehen. Sie wurde zwangsweise geschieden, zu lebenslanger Haft verurteilt und entging aufgrund ihres hohen Adelsranges härteren Strafen, wie sie gegen ihre Mittäter verhängt wurden: Southwell starb im Tower of London, Bolingbroke wurde gehängt, ausgeweidet und gevierteilt und Margery wurde verbrannt. Es ist möglich, dass ihre Bloßstellung von den politischen Gegnern ihres Gatten geplant worden war, die den Vorfall sicherlich ausnutzten, um den König von seinem Onkel zu entfremden und Verdacht des Hochverrats zu wecken, der sechs Jahre später zu Humphreys eigener Verhaftung und seinem Tod führte.
Den Rest ihres Lebens verbrachte sie zunächst in Chester, ab 1443 in Kenilworth, ab 1446 in Peel Castle auf der Isle of Man inhaftiert, wobei Humphrey dafür sorgte, dass ihre Unterkunft möglichst komfortabel war. 1449 wurde sie weiter nach Beaumaris Castle auf Anglesey in Wales verlegt, wo sie drei Jahre später starb.

## Literarische Rezeption
- In Heinrich VI. behandelt William Shakespeare die Vorgänge um den Hexenprozess.
- In Rebecca Gables Roman Die Hüter der Rose nimmt Eleanor Cobham die Rolle als Antagonistin ein, die im Roman tatsächlich Hexerei betreibt.